# Володар перснів: Війна Рогіримів
«Володар перснів: Війна Рогіримів» — анімаційний фентезійний фільм режисера Кендзі Каміями за сценарієм Фібі Гіттінс і Арті Папагеоргіу на основі роману Дж. Р. Р. Толкіна «Володар перснів». Його виробляють New Line Cinema та Warner Bros. Анімація з анімаційним виробництвом Sola Entertainment. Приквел розповідає про події за 183 роки до сюжету фільму 2002 року «Володар перснів: Дві вежі», у ньому знявся Браян Кокс у ролі Хелма Руки-Молота, легендарного короля Рогану. У головній ролі також знялася Міранда Отто, яка повторила свою роль Еовін з трилогії «Володар перснів» як оповідачка історії.
Розробка фільму була оголошена в червні 2021 року із залученням Каміями, консультанта Філіппи Боєнс (яка була співавтором сценарію трилогії «Володар перснів») та початкових сценаристів Джеффрі Аддіса й Вілла Метьюза. На той час почалася анімаційна робота, черпаючи візуальне натхнення з цих фільмів. Гіттінс і Папагеоргіу працювали над сценарієм до лютого 2022 року.
«Володар перснів: Війна Рогіримів» вийде в США 13 грудня 2024 року компанією Warner Bros. Pictures.

## Сюжет
Дія відбувається за 183 роки до подій у фільмі «Володар перснів: Дві вежі». У «Війні Рогіримів» розповідається історія Хелма-Молота, легендарного короля Рогану, який повинен захищатися від армії Данлендінгів.

## У ролях
- Браян Кокс — Гельм Молоторукий: Король Рогану[3].
- Міранда Отто — Еовін: майбутня захисниця щита Рогану. Отто виступає як оповідачка у Війні Рогіримів і повторює свою роль із серії фільмів Пітера Джексона «Володар перснів» (2001—2003)[3].
- Гайа Уайз — Гера: донька Гельма, яка допомагає захищати свій народ[3].
- Люк Паскуаліно — Вульф: безжалісний лідер Данлендінгів, який прагне помститися Рогану за смерть свого батька - лорда Фреки[3].
- Лоуренс Убонг Вільямс — Фреалаф Гілдесон: племінник Гельма та наступник трону Рогану[4].
- Шон Дулі — Фрека: батько Вульфа, лорд Данлендінга[4].
- Бенджамін Вейнрайт — Галет, старший син Гельма[5].
- Яздан Кафурі — Гама, молодший син Гельма[5].

Лоррейн Ешборн, Майкл Вайлдман, Джуд Акувудіке, Білал Хасна та Джанін Дувіцкі зіграли нерозголошені ролі.

## Виробництво

### Підготовка

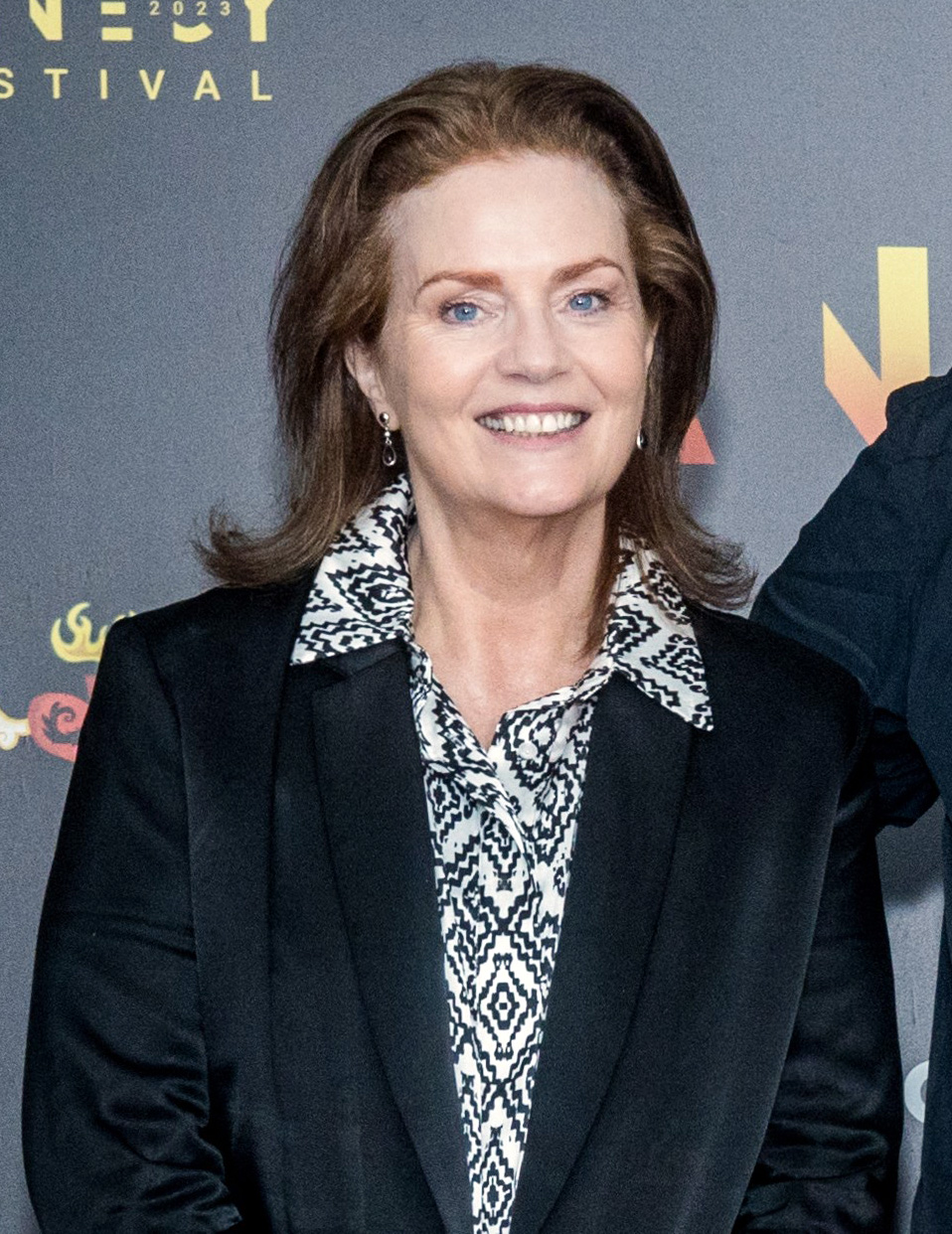
Продюсер Філіппа Боєнс, яка раніше була співавтором сценарію трилогії «Володар кілець», на кінофестивалі в Аннесі в червні 2023 року, де вона рекламувала фільм

Під час святкування 20-ї річниці з нагоди виходу фільму «Володар перснів: Братерство персня» (2001) кіностудія New Line Cinema оголосила в червні 2021 року про прискорену розробку аніме-фільму-приквела з Warner Bros. Pictures. Дія фільму під назвою «Володар перснів: Війна рогіримів» розгортається за 183 роки до подій у фільмі «Володар перснів: Дві вежі» (2002) і розповідає історію Хелма Руки-Молота, про якого йдеться в додатках до Роман Дж. Р. Р. Толкіна «Володар перснів». Кендзі Каміяма та Джозеф Чоу були призначені режисерами та продюсерами фільму відповідно після того, як зробили те саме для Warner Bros. аніме-телесеріал «Той, що біжить по лезу: Чорний лотос» за сценарієм Джеффрі Аддіса та Вілла Метьюза. Фільм мав бути пов'язаний з розповіддю кінотрилогії, а співавторка трилогії Філіппа Боєнс консультувала приквел. Режисер трилогії Пітер Джексон та співавторка сценарію Френ Волш не брали участі в проєкті.
До лютого 2022 року сценарій писали Фібі Гіттінс, донька Боєнса, та її партнер по сценарію Арті Папагеоргіу на основі історії Аддіса та Метьюза. Річард Тейлор, креативний директор компанії зі спецефектів Wētā Workshop, та ілюстратори Алан Лі та Джон Гоу також приєдналися до творчої групи фільму після роботи над фільмом-трилогією.

### Кастинг
Озвучка для фільму почалася на момент його анонсу в червні 2021 року, а оголошення очікуються незабаром після лютого 2022 року. У червні було виявлено, що Брайан Кокс озвучить Хелма, а Міранда Отто повторить свою роль Еовін з фільмів, щоб виступити оповідачем. У фільмі також зібралися Гайя Вайз, Люк Паскуаліно, Лоррейн Ешборн, Яздан Кафурі, Бенджамін Вейнрайт, Лоуренс Убонг Вільямс, Шон Дулі, Майкл Вайлдман, Джуд Акувудіке, Білал Хасна та Джанін Дувіцкі.

### Анімація

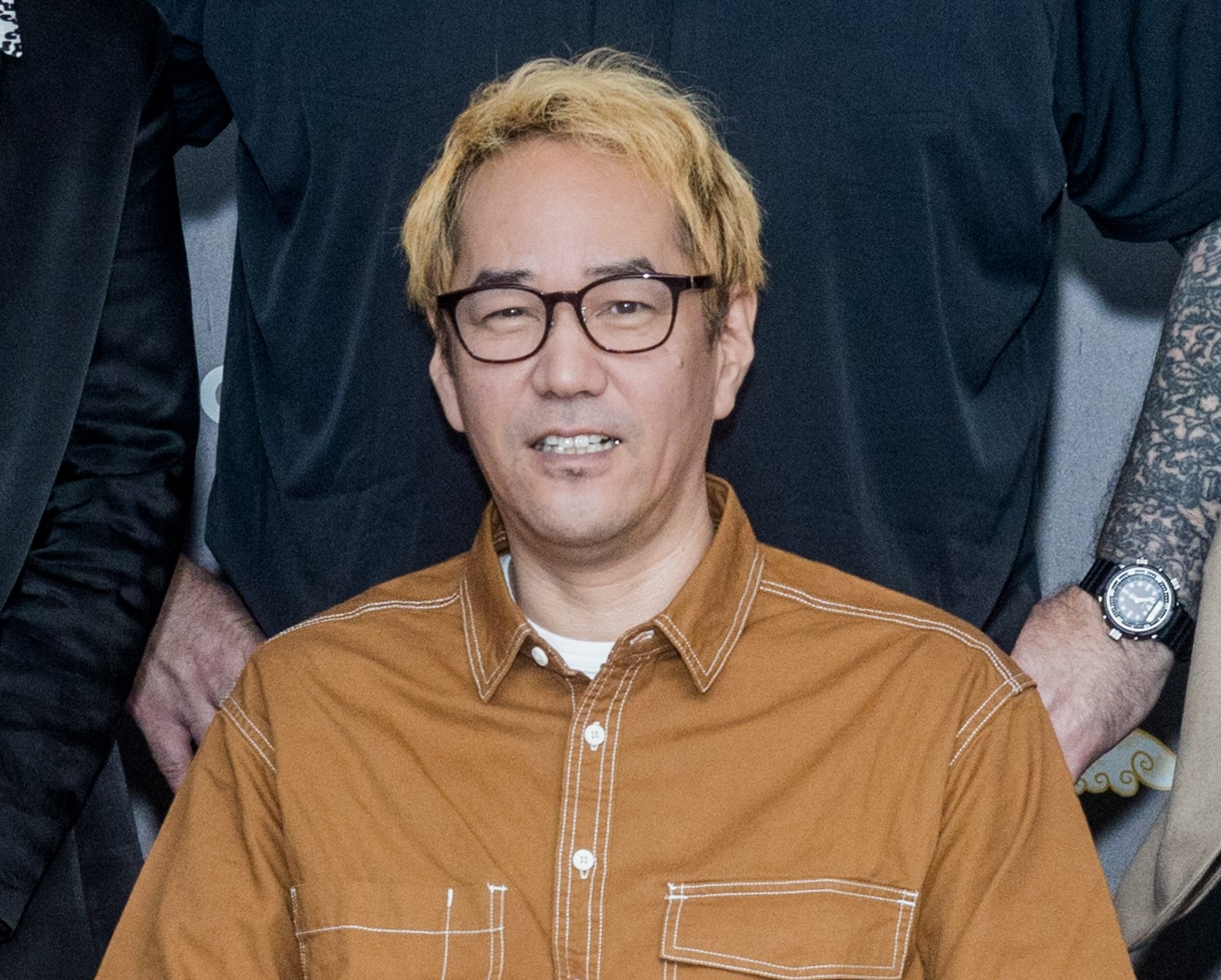
Режисер Кенджі Каміяма на кінофестивалі в Ансі в червні 2023 року, де він рекламував фільм

Sola Entertainment почала роботу над анімацією для фільму до моменту його анонсу в червні 2021 року, і це буде її перша продукція з використанням мальованої анімації в стилі, що нагадує традиційні аніме-продукції. Візуальне натхнення фільм черпає з трилогії «Володар перснів». Візуальний стиль фільму був описаний як заснований на фільмах Джексона, а не на стилі попередніх анімаційних фільмів «Володаря перснів» Ральфа Бакши та Ренкіна/Басса.  Однак продюсери не хотіли просто зробити анімаційну версію стилю Джексона, а натомість прийняли аніме, і зокрема стиль Каміями.  Бойенс сказав, що вони також черпали натхнення з робіт Акіри Куросави та Хаяо Міядзакі, особливо з їхньої уваги до дрібних деталей.  Каміяма хотів, щоб персонажі та локації виглядали якомога реалістичніше, але при цьому були впізнаваними як анімешні. Локації у фільмі, які раніше вже були показані в повнометражних фільмах, включають столицю Роганів - Едорас, їхню твердиню в Горнбурзі, яка стає відомою як Гельмів Яр, та фортецю Ісенґард. Старі моделі з архівів Вети були використані як натхнення для деяких дизайнів .
Sola Entertainment розпочала роботу над анімацією фільму до моменту його анонсу в червні 2021 року . Для створення традиційної 2D-анімації фільму було використано унікальний підхід: актори виконували кожну сцену фільму за допомогою захоплення руху, який був переведений у 3D-анімацію в ігровому рушії реального часу Unreal Engine; 3D-середовище було використано для визначення кутів камери та рухів фільму, і це було переведено в остаточну 2D-анімацію. Каміяма не хотів використовувати ротоскопіювання для трасування 3D-сцен. Замість цього він попросив художників використовувати 3D-версію як еталон при створенні традиційних 2D-малюнків. Цей процес створив більш плавні рухи, але зберіг відчуття намальованої від руки анімації. Одним з найбільших викликів для команди аніматорів була велика кількість коней у фільмі; коні є важливими в культурі Рогану, але їх також, як відомо, важко анімувати .
До червня 2024 року фільм тривав дві з половиною години, хоча спочатку планувався як 90-хвилинний . Понад 60 компаній було залучено, щоб допомогти завершити роботу над анімацією, і Чоу сказав, що це був найскладніший проект, над яким вони з Каміямою працювали. Він зазначив, що створення повнометражного мальованого анімаційного фільму зазвичай займає від п'яти до семи років, і пояснив швидке виробництво «Війни Рогіримів» унікальним підходом Каміями та залученням творчих працівників з повнометражних фільмів. Анімаційна робота над фільмом була завершена до кінця жовтня .

### Музика
Стівен Галлахер став автором музики до фільму в лютому 2023 року. Галлахер був музичним редактором кінотрилогії Джексона «Хоббіт», тісно співпрацюючи з композитором Говардом Шором , і його музика до «Війни Рогіримів» продовжує стиль Шора, зокрема переспівує тему Рогану з кінотрилогії «Володар перснів» . Запис музики відбувся з оркестром на студії звукозапису Angel Recording Studios у березні 2024 року.

## Маркетинг
Перший погляд на концепт-арт із фільму, що показує вплив живої трилогії на його візуальні ефекти, було показано в лютому 2022 року. У квітні 2023 року Warner Bros. оголосила, що попередній перегляд за кадром фільму буде показано на кінофестивалі в Аннесі в червні 2023 року.

## Реліз
«Володар перснів: Війна Рохіримів» вийде 13 грудня 2024 року від компанії Warner Bros. Pictures. Раніше це було заплановано на 12 квітня 2024 року, але було відкладено на поточну дату через страйк SAG-AFTRA 2023 року.